# Барни (Северна Дакота)
Барни (енгл. Barney) град је у америчкој савезној држави Северна Дакота.

## Демографија
По попису из 2010. године број становника је 52, што је 17 (-24,6%) становника мање него 2000. године.
| Група             | 2000.       | 2010.      |
| Белци             | 69 (100,0%) | 51 (98,1%) |
| Афроамериканци    | 0 (0,0%)    | 0 (0,0%)   |
| Азијати           | 0 (0,0%)    | 0 (0,0%)   |
| Хиспаноамериканци | 0 (0,0%)    | 0 (0,0%)   |
| Укупно            | 69          | 52         |